# Pali Kuke
Pali Kuke, född 17 april 1947 i Ersekë, är en albansk regissör, främst känd för att ha regisserat flera upplagor av Festivali i Këngës och Kënga Magjike.
Kuke har regisserat och varit filmfotograf i flera filmer, däribland Korrierët (1976) och Të shoh në sy (1986). Numer är han mest känd som scenregissör för bland annat Kënga Magjike och Festivali i Këngës. Han regisserade sin första upplaga av Festivali i Këngës år 2002 och har sedan dess gjort det sex gånger. I Kënga Magjike var han med och regisserade den första upplagan år 1999, och har gjort det fyra gånger, senast år 2012 i Kënga Magjike 14. 